# ホンダ・バイト
バイト (Bite) は本田技研工業がかつて製造発売したオートバイである。

## 車両解説
型式名BA-AF59。2001年の第35回東京モーターショーに参考出品された排気量49ccのエンジンを搭載する原動機付自転車に分類されるスクーターである。
2002年1月30日に同月31日よりエイプ・ズーマーに続くNプロジェクト第3弾として発売されることが発表された。
シートは工具を使わずに730mm - 840mmの間で7段階に高さを調節可能な機能を備える。このためメットインスペースを設置しない。AF55E型水冷4ストロークSOHC単気筒エンジンは、クレアスクーピー・スマートディオ・ズーマーと、アルミ製フレーム前部やサスペンションなどのパーツはクレアスクーピーと共用する。カラーリングは、サンライズイエロー・ブラック・リアルブルーの3パターンとされた。
2003年1月9日発表、同月10日発売で以下のマイナーチェンジを実施。
- ホイール色をシルバーからブラックへ変更
- シャッター一体式キーを採用
- ボディカラーはクラシカルホワイトを追加しリアルブルーを廃止。

2004年秋に生産終了。